# Tench (Insel)
Tench (auch Enus oder Nuse) ist eine Insel im Norden von Papua-Neuguinea. Sie gehört administrativ zum Murat Rural Local-Level Government Area der Provinz New Ireland.

## Geographie
Tench liegt 130 km nördlich von New Ireland und 100 km östlich der Insel Mussau die, wie Tench, zu den St.-Matthias-Inseln gehört. Die im Westen bewaldete Koralleninsel ist 850 m lang, 600 m breit und liegt einen Meter über dem Meeresspiegel. Sie ist von Korallenriffen umgeben, eine Passage im Südwesten, in der Nähe des Dorfes Tench macht eine Landung auf der Insel möglich. Tench befindet sich auf einem unterseeische Berg, der 1000 m aus einer submarinen Bergkette empor ragt.

## Geschichte
Die Insel wird wahrscheinlich seit etwa 1500 v. Chr. von Melanesiern bewohnt und aus europäischer Sicht 1781 von dem spanischen Seefahrer Francisco Mourelle entdeckt. Dieser war mit der La Princessa auf der Suche nach einer südlichen Route von den Philippinen nach Mexiko. 1790 wurde die Insel von Henry Lidgbird Ball auf einer Reise mit der HMS Supply von Sydney nach Batavia gesichtet und nach Watkin Tench, einem Marineoffizier der Royal Marines benannt, der mit der First Fleet in die Sträflingskolonie Australien kam.
Das Gebiet kam im Jahr 1885 unter deutsche Verwaltung und gehörte seit 1899 zu Deutsch-Neuguinea. Zur deutschen Kolonialzeit war die Insel dicht besiedelt, die Bevölkerung unterhielt allerdings keine Kontakte zu anderen Inseln. 1908 wurde die Bevölkerung durch die Hamburger Südsee-Expedition näher erforscht. Während des Ersten Weltkrieges wurde die Insel von australischen Truppen erobert und nach dem Krieg als Mandat des Völkerbundes von Australien verwaltet. 1942 bis 1944 wurde die Insel von Japan besetzt, kehrte aber 1949 in australische Verwaltung zurück, bis Papua-Neuguinea 1975 unabhängig wurde.
Am 8. Dezember 2008 trafen, ausgelöst von tropischen Stürmen im Westpazifik, große Flutwellen auf die Küsten im Norden von Papua-Neuguinea. Der östliche Teil von Tench wurde überflutet. Das Patrouillenboot HMPNGS Dreger der Papua New Guinea Defence Force (PNGDF) evakuierte am 13. Dezember 2008 118 Einwohner der Insel und brachte sie nach Emirau.
Auf der Insel leben Kragentauben und Feenseeschwalben, der Weißschwanz-Tropikvogel, die Pazifik-Fruchttaube, der Graukopf-Monarch sowie der Echsenliest. Tench ist einer der wenigen Orte, an dem der Atollstar vorkommt.
Auf Tench wird Tenis gesprochen. Tenis bildet zusammen mit Mussau-Emira die St. Matthias-Untergruppe der Ozeanischen Sprachen in der austronesischen Sprachfamilie. Die fast ausgestorbene Sprache hatte im Jahr 2000 noch etwa 30 Sprecher.

## Seeunfall der MS Beluga Revolution
Am 30. April 2010 strandete das zu diesem Zeitpunkt noch der deutschen Reederei Beluga Shipping gehörende Stückgutschiff MS Beluga Revolution auf der Insel, da Kapitän und Wachoffiziere zu keinem Zeitpunkt bemerkt hatten, dass der Kartenkurs während der Fahrt von Noumea (Neukaledonien) nach Pohang (Südkorea) nahezu über die 50 Hektar kleine Insel abgesetzt war. Das beschädigte Schiff konnte nach der Bergung seine Fahrt fortsetzen.